# Giacomo V di Scozia
Giacomo V di Scozia (Lothian Occidentale, 10 aprile 1512 – Fife, 14 dicembre 1542) è stato re di Scozia dal 1513 fino alla sua morte, in quanto figlio di Giacomo IV di Scozia e di Margherita Tudor, figlia di Enrico VII d'Inghilterra. Era quindi cugino di primo grado della futura regina Elisabetta I, e il futuro Giacomo VI di Scozia, nipote di Giacomo V in quanto figlio di sua figlia Maria Stuart, fu il successore di Elisabetta al trono inglese quando ella morì nel 1603, prendendo il nome di Giacomo I.

## Biografia

### Infanzia e ascesa
Nato nel castello di Linlithgow, Giacomo V salì al trono alla morte del padre Giacomo IV, avvenuta il 9 settembre 1513; il piccolo re aveva soltanto un anno di vita. La reggenza fu affidata alla madre Margherita e a Giovanni Duca d'Albany (figlio di Alexander Stewart e nipote di Giacomo III di Scozia). Raggiunta la maggiore età nel 1524, Giacomo cercò di attuare, fallendo, una politica accentratrice in modo da sottomettere e placare gli animi delle diverse famiglie aristocratiche scozzesi, perennemente divise e in lotta tra loro, attuando dal 1529 al 1530, una serie di campagne punitive contro i clan scozzesi più riottosi.

### Regno
Oltre al pericolo di una imminente guerra civile, Giacomo V era perennemente minacciato dalle truppe inglesi al confine e dagli intenti saccheggiatori dello zio Enrico VIII d'Inghilterra. Essendo la corona in bancarotta e non potendo poggiare sulla lealtà e unità del proprio popolo diviso in fazioni, il re di Scozia cercò protezione all'estero e la trovò nella Francia. Per questo motivo il 1º gennaio 1537, durante una visita in Francia, il re scozzese sposò la figlia del re Francesco I di Francia, Maddalena di Valois, la quale però morì pochi mesi dopo il suo arrivo in Scozia.
Anche l'esigenza di avere degli eredi lo spinse a contrarre un secondo matrimonio, sempre francese.

### Matrimonio

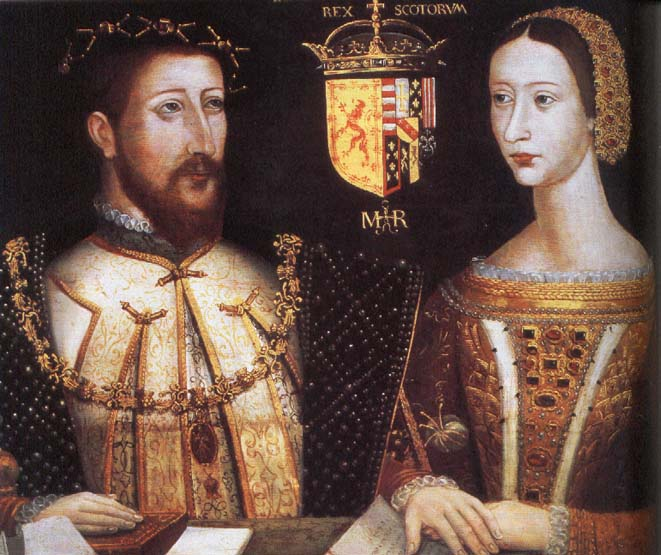
Giacomo V, Re di Scozia, con la seconda moglie Maria di Guisa.

La scelta cadde su Maria di Guisa, imparentata con la dinastia reale dei Valois. Intuendo le mosse del nipote, lo zio di Giacomo, Enrico VIII d'Inghilterra, provò ad impedire tale unione, che considerava pericolosa, chiedendo lui stesso la mano di Maria. Francesco I di Francia accettò la proposta di Giacomo a scapito di quella di Enrico e presentò le proprie congratulazioni al padre di Maria. Maria ricevette la notizia con stupore e ansia. Non si rallegrava alla prospettiva di dover lasciare la propria famiglia e il proprio paese, specialmente dopo aver appena perso il proprio figlio Luigi a soli quattro mesi dalla sua nascita. Suo padre si ritrovò in un intrico diplomatico e cercò di ritardare il problema quanto più poté, fino a che Giacomo, percependo forse la riluttanza di Maria, le scrisse una lettera in cui le si rivolgeva per cercare consigli e supporto. Maria accettò l'offerta e affrettò i preparativi per la partenza.
Il 18 maggio del 1538 a Notre-Dame di Parigi, Giacomo V e Maria di Guisa si sposarono per procura. Accompagnata da una flotta di navi inviate da Giacomo, Maria lasciò la Francia nel giugno successivo, costretta a separarsi dal piccolo Francesco. Sbarcò a Fife il 10 giugno e fu ricevuta in maniera ufficiale da Giacomo. Si sposarono de visu alcuni giorni dopo nella chiesa di St. Andrews. Fu incoronata regina consorte nella Holyrood Abbey il 22 febbraio 1540. Giacomo e Maria ebbero due figli: Giacomo e Roberto. Il primo visse quasi un anno, mentre il secondo solo due giorni.
Giacomo V ebbe anche dei figli naturali, il più conosciuto dei quali fu Giacomo, conte di Moray, figlio della sua amante Margaret Erskine. Uno dei suoi nipoti fu Francis Stewart, V conte di Bothwell, nato da un figlio avuto da Elizabeth Carmichael. Ma i contrasti con l'Inghilterra continuarono, anche per motivi religiosi: Enrico VIII aveva infatti precedentemente rotto con Roma, creando la scismatica Chiesa d'Inghilterra, mentre Giacomo V era rimasto un fervente cattolico, mettendosi dunque a perseguitare i protestanti nel suo regno. Il contrasto raggiunse il culmine nel 1542, quando le truppe scozzesi, il 25 novembre di quell'anno, furono battute dalle forze inglesi nella battaglia di Solway Moss, grazie anche al tradimento di gran parte della nobiltà scozzese.

### Morte
Giacomo V morì di febbre il 14 dicembre 1542 nel castello di Falkland. La sua ultima figlia, Maria Stuarda, nacque sei giorni prima che il padre morisse. Reggente fu sua madre Maria di Guisa, che resse il governo anche quando la figlia partì, ancora bambina, per la Francia dove avrebbe sposato il futuro re di Francia Francesco II di Francia, figlio di Enrico II di Francia e di Caterina de Medici.

## Discendenza

### Legittima
Dalla sua prima moglie, Maddalena di Francia, non ebbe discendenza.
Dalla seconda moglie, Maria di Guisa, ebbe tre figli: 
- Giacomo, duca di Rothesay (20 maggio 1540 - 21 aprile 1541), erede apparente al trono;
- Roberto Arturo, duca di Albany (12 aprile 1541 - 20 aprile 1541);
- Maria I di Scozia (8 dicembre 1542 - 8 febbraio 1587). Nata solo sei giorni prima della morte del padre, fu regina regnante di Scozia e, per breve tempo, regina consorte di Francia come moglie di Francesco II. Fu imprigionata e infine giustiziata da sua cugina Elisabetta I d'Inghilterra, a cui aveva tentato di usurpare il trono, ma suo figlio, Giacomo VI e I, salì infine al trono sia di Scozia che d'Inghilterra, unificando i regni.

### Illegittima
Giacomo V ebbe anche una numerosa discendenza illegittima, con almeno dieci figli noti, nati da otto diverse amanti: 
- James Steward (1529 - 1557) - da Elizabeth Shaw. Fu commendatore di Kelso e Melrose. Si sposò ed ebbe una figlia, Majorie, che sposò un suo cugino, figlio di Robert Steward.
- James Steward, I conte di Moray (1531 - 23 gennaio 1570) - da Margaret Erskine. Fu reggente di Scozia per conto del nipote Giacomo VI. Sposò Agnes Keith, con discendenza. Fu il primo capo di governo s essere assassinato con un'arma da fuoco.
- Robert Stewart (morto nel 1581) - da Margaret Erskine. Priore di Whithorn.
- Adam Stewart (morto il 20 giugno 1575) - da Elizabeth Stewart. Fu priore di Perth. Sposò Janet Ruthven, da cui ebbe almeno un figlio, James, che nel giugno 1569 ricevette da Giacomo VI una sovvenzione di 2.000 sterline per il suo viaggio all'estero.
- James Stewart - da Christine Barclay.
- John Stewart, commendatore di Coldingham (1531 - novembre 1563) - da Elizabeth Carmichael. Sposò Jean Hepburn, da cui ebbe discendenza, fra cui Francis Stewart, V conte di Bothwell. Ebbe anche discendenza illegittima.
- Jean (Jane) Stewart (1533 - 7 gennaio 1587 o 1588) - da Elizabeth Bethune. Sposò Archibald Campbell, V conte di Argyll, senza discendenza.
- Robert Stewart, I conte di Orkney (1533 - 4 febbraio 1593) - da Euphame Elphinstone. Sposò Jean Kennedy ed ebbe discendenza, fra cui un figlio che sposò sua cugina Majorie. Ebbe anche discendenza illegittima.
- Figlio - da Euphame Elphinstone. Di sesso e nome ignoti, nato morto o morto nei primissimi tempi di vita.

## Ascendenza
|                          |               |                          | Genitori                          |  |  | Nonni |  |  | Bisnonni             |  |  | Trisnonni           |  |
|                          |               |                          |                                   |  |  |       |  |  | Giacomo II di Scozia |  |  | Giacomo I di Scozia |  |
|                          |               |                          |                                   |  |  |       |  |  | Giacomo II di Scozia |  |  | Giacomo I di Scozia |  |
|                          |               | Giovanna Beaufort        |                                   |  |  |       |  |  | Giacomo II di Scozia |  |  |                     |  |
| Giacomo III di Scozia    |               |                          |                                   |  |  |       |  |  | Giacomo II di Scozia |  |  |                     |  |
|                          |               | Maria di Gheldria        | Arnoldo di Egmond                 |  |  |       |  |  |                      |  |  |                     |  |
|                          |               | Maria di Gheldria        | Arnoldo di Egmond                 |  |  |       |  |  |                      |  |  |                     |  |
|                          |               | Maria di Gheldria        | Caterina di Kleve                 |  |  |       |  |  |                      |  |  |                     |  |
| Giacomo IV di Scozia     |               | Maria di Gheldria        |                                   |  |  |       |  |  |                      |  |  |                     |  |
|                          |               | Cristiano I di Danimarca | Dietrich di Oldenburg             |  |  |       |  |  |                      |  |  |                     |  |
|                          |               | Cristiano I di Danimarca | Dietrich di Oldenburg             |  |  |       |  |  |                      |  |  |                     |  |
|                          |               | Cristiano I di Danimarca | Edvige di Schleswig-Holstein      |  |  |       |  |  |                      |  |  |                     |  |
| Margherita di Danimarca  |               | Cristiano I di Danimarca |                                   |  |  |       |  |  |                      |  |  |                     |  |
|                          |               | Dorotea di Brandeburgo   | Giovanni l'Alchimista             |  |  |       |  |  |                      |  |  |                     |  |
|                          |               | Dorotea di Brandeburgo   | Giovanni l'Alchimista             |  |  |       |  |  |                      |  |  |                     |  |
|                          |               | Dorotea di Brandeburgo   | Barbara di Sassonia-Wittenberg    |  |  |       |  |  |                      |  |  |                     |  |
| Giacomo V di Scozia      |               | Dorotea di Brandeburgo   |                                   |  |  |       |  |  |                      |  |  |                     |  |
|                          | Edmondo Tudor | Owen Tudor               |                                   |  |  |       |  |  |                      |  |  |                     |  |
|                          | Edmondo Tudor | Owen Tudor               |                                   |  |  |       |  |  |                      |  |  |                     |  |
|                          | Edmondo Tudor | Caterina di Valois       |                                   |  |  |       |  |  |                      |  |  |                     |  |
| Enrico VII d'Inghilterra | Edmondo Tudor |                          |                                   |  |  |       |  |  |                      |  |  |                     |  |
|                          |               | Margaret Beaufort        | John Beaufort, I duca di Somerset |  |  |       |  |  |                      |  |  |                     |  |
|                          |               | Margaret Beaufort        | John Beaufort, I duca di Somerset |  |  |       |  |  |                      |  |  |                     |  |
|                          |               | Margaret Beaufort        | Margaret Beauchamp di Bletso      |  |  |       |  |  |                      |  |  |                     |  |
| Margherita d'Inghilterra |               | Margaret Beaufort        |                                   |  |  |       |  |  |                      |  |  |                     |  |
|                          |               | Edoardo IV d'Inghilterra | Riccardo Plantageneto             |  |  |       |  |  |                      |  |  |                     |  |
|                          |               | Edoardo IV d'Inghilterra | Riccardo Plantageneto             |  |  |       |  |  |                      |  |  |                     |  |
|                          |               | Edoardo IV d'Inghilterra | Cecilia Neville                   |  |  |       |  |  |                      |  |  |                     |  |
| Elisabetta di York       |               | Edoardo IV d'Inghilterra |                                   |  |  |       |  |  |                      |  |  |                     |  |
|                          |               | Elisabetta Woodville     | Richard Woodville                 |  |  |       |  |  |                      |  |  |                     |  |
|                          |               | Elisabetta Woodville     | Richard Woodville                 |  |  |       |  |  |                      |  |  |                     |  |
|                          |               | Elisabetta Woodville     | Giacometta di Lussemburgo         |  |  |       |  |  |                      |  |  |                     |  |
|                          |               | Elisabetta Woodville     |                                   |  |  |       |  |  |                      |  |  |                     |  |